# Condylostylus connectans
Condylostylus connectans är en tvåvingeart som först beskrevs av Charles Howard Curran 1942.  Condylostylus connectans ingår i släktet Condylostylus och familjen styltflugor. Inga underarter finns listade i Catalogue of Life.